# Carusel

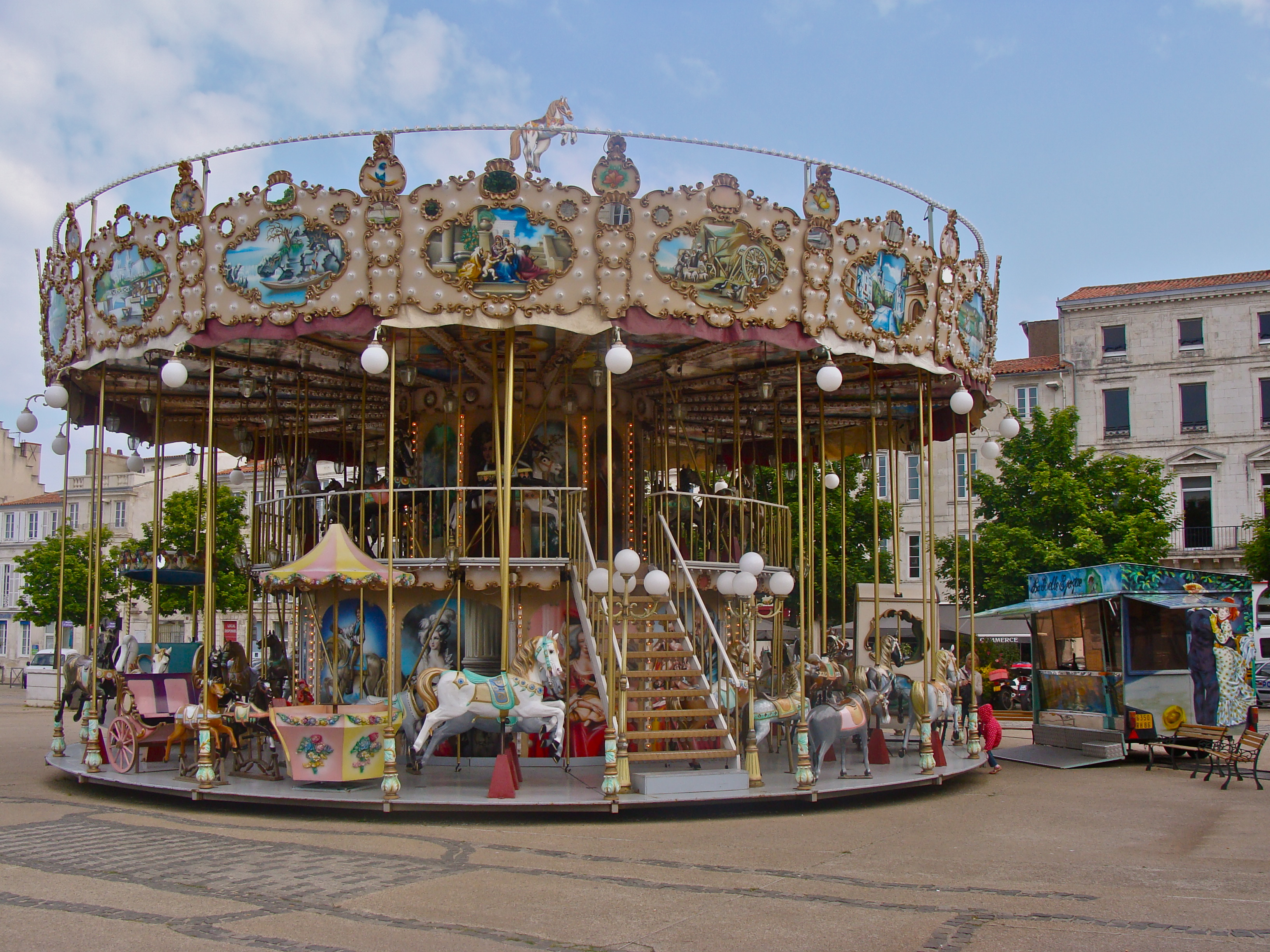
Carusel tradițional din La Rochelle (Franța), cu scară interioară și etaj

Caruselul (din franceză: carrousel) este o instalație cu scop distractiv compusă dintr-o platformă circulară care se rotește în jurul unui ax vertical, la periferia căreia sunt montate figurine de animale sau vehicule, prevăzute cu locuri pentru publicul utilizator. La origine, caruselul folosea figurine de căluți din lemn, în poziție fixă sau glisând de-a lungul unei tije verticale, care imitau în timpul funcționării senzația de galop – de unde și numele tradițional de „călușei”, folosit în limba română (alte denumiri: „căișori”, „ringhispil”).